# عبد العزیز بن عبد الله بن عبد العزیز آل سعود
عبد العزیز بن عبد الله بن عبد العزیز آل سعود (عربی: عبد العزیز بن عبد الله بن عبد العزیز آل سعود) (زاده ۲۷ اکتبر ۱۹۶۲)، معاون وزیر امور خارجه پادشاهی عربستان سعودی، پنجمین پسر ملک عبدالله بن عبدالعزیز آل سعود می‌باشد.

## زندگی و تحصیلات
شاهزاده عبدالعزیز بن عبدالله تاریخ ۲۸ جمادی‌الاول ۱۳۸۲ برابر با ۲۷ اکتبر ۱۹۶۲ در ریاض زاده شد مادرش شاهزاده آیدا لبنانی الاصل می‌باشد. او رئیس هیئت امناء صندوق مرکزی معروف به المئویة است.
عبدالعزیز بن عبدالله در ریاض تحصیل کرد. او دارای مدرک لیسانس در علوم سیاسی و اقتصاد از دانشگاه هرتفوردشایر، یکی از دانشگاه‌های مشهور بریتانیا است.
همچنین او دوره‌های پیشرفته و متخصص در اقتصاد را کسب کرده و عضو گارد ملی است وطی ۱۵ سال مقامات و مسئولیت‌های بسیاری را بدست آورده‌است. تا این که براساس یک حکم سلطنتی، وی به عنوان مشاور شاهزاده در سال ۱۹۹۱ معرفی و انتصاب گردید. ملک عبدالله بن عبدالعزیز آل سعود طی یک حکم سلطنتی، در تاریخ۲۱شعبان ۱۴۳۲برابر با ۲۱ ژوئیه ۲۰۱۱، عبدالعزیز بن عبدالله بن عبدالعزیز، معاون وزیر امور خارجه را در مقام وزیر خارجه تعیین کرد

## خانواده
وی با عبیر دختر ترکی بن ناصر آل سعود ازدواج کرده بود و آن‌ها فرزندان زیر را داشتند:
- سدیم بنت عبد العزیز بن عبد الله بن عبد العزیز
- عبد الله بن عبد العزیز بن عبد الله بن عبد العزیز
- خالد بن عبد العزیز بن عبد الله بن عبد العزیز
- فیصل بن عبدالعزیز بن عبدالله بن عبد العزیز

سال ۲۰۰۶ با یک روزنامه‌نگار ازدواج کرد و از وی دارای یک فرزند بنام لانا شد.